# Lucas Bögl
Lucas Bögl (Monaco di Baviera, 14 giugno 1990) è un fondista tedesco.

## Biografia
Attivo in gare FIS dal dicembre del 2005, Bögl ha esordito in Coppa del Mondo il 14 dicembre 2013 a Davos (54º), ai Campionati mondiali a Lahti 2017, dove si è classificato 30º nella 15 km, 18º nella 50 km, 19º nello skiathlon e 6º nella staffetta, e ai Giochi olimpici invernali a Pyeongchang 2018, piazzandosi 15º nella 15 km, 42º nella 50 km, 16º nello skiathlon e 6º nella staffetta. Ai Mondiali di Seefeld in Tirol 2019 è stato 26º nella 15 km, 31º nella 50 km e 32º nello skiathlon, mentre a quelli di Oberstdorf 2021 si è classificato 28º nella 15 km, 33º nella 50 km, 29º nello skiathlon e 7º nella staffetta. Ai XXIV Giochi olimpici invernali di Pechino 2022 si è piazzato 17º nella 15 km, 33º nella 50 km, 12º nello skiathlon e 5º nella staffetta; ai Mondiali di Planica 2023 è stato 25º nella 15 km e 33º nello skiathlon.

## Palmarès

### Mondiali juniores
- 1 medaglia:
  - 1 bronzo (staffetta a Hinterzarten 2010)

### Coppa del Mondo
- Miglior piazzamento in classifica generale: 26º nel 2021